# Wilibald Grimm
Carl Ludwig Wilibald Grimm (* 1. November 1807 in Jena; † 22. Februar 1891 ebenda) war ein deutscher evangelischer Theologe an der Universität Jena.

## Leben
Wilibald Grimm war ein Sohn der unverheirateten Aufwärterin Luise Eberhardt aus Leislau; sein Vater war ein bayerischer Jurastudent namens Joh. H. Grimm.
Grimm besuchte ab seinem achten Lebensjahr die Bürgerschule in Jena. Ab Ende 1820 erhielt er durch Studenten des homiletischen und philologischen Seminars unentgeltlich Unterricht in Latein und Griechisch, wodurch er ab 1822 das Gymnasium in Weimar besuchen konnte.
Ab Herbst 1826 studierte Grimm in Jena Theologie und Philologie. Da er wegen seiner Herkunft nahezu mittellos war, wurde Grimm aufgrund eines 1827 ausgestellten Armutszeugnisses ab 1829 das sogenannte „Starkische Stipendium“ zugeteilt, das er bis 1831 bezog. Bald darauf bestand er das theologische Staatsexamen. 1832 erhielt er den ersten Preis bei der akademischen Preisverleihung und erwarb im selben Jahr den Doktortitel der Philosophie sowie den Titel eines theologischen Bakkalaureus.
Seine akademische Laufbahn begann Grimm 1833 als Privatdozent an der theologischen Fakultät Jena. Später hatte er dort eine ordentliche Professur inne. Die theologische Fakultät der Universität Gießen verlieh ihm 1836 die Würde eines Lizentiaten und 1838 die Ehrendoktorwürde.
Er war verheiratet mit Nanny Dorothea Friederike geb. Genssler (* 4. Juni 1824 in Coburg; † 19. Januar 1900 in Jena), einer Tochter des Generalsuperintendenten in Coburg Wilhelm August Friedrich Genßler. Der Sohn Eduard Grimm (1848‒1932) erhielt nach dem Theologiestudium in Jena geachtete Stellungen in Hamburg.

## Werke
- Commentar über das Buch der Weisheit. Hochhausen und Fournes, Leipzig 1837. (Digitalisat)
- Die Glaubwürdigkeit der evangelischen Geschichte mit Bezug auf Dav. Friedr. Strauß und Bruno Bauer und die durch dieselben angeregten Streitigkeiten. Hochhausen, Jena 1845 (Digitalisat)
- Institutio theologiae dogmaticae evangelicae historico-critica. Hochhausen, Jena 1848 (Digitalisat)

- Carl Ludwig Wilibald Grimm war zusammen mit Otto Fridolin Fritzsche Herausgeber von: Kurzgefasstes exegetisches Handbuch zu den Apokryphen des Alten Testamentes. Von ihm selbst stammten die Bände:
  - Kurzgefasstes exegetisches Handbuch zu den Apokryphen des Alten Testamentes. 3, Das erste Buch der Maccabäer. S. Hirzel, Leipzig 1853 (Digitalisat)
  - Kurzgefasstes exegetisches Handbuch zu den Apokryphen des Alten Testamentes. 4, Das zweite, dritte und vierte Buch der Maccabäer. S. Hirzel, Leipzig 1857 (Digitalisat)
  - Kurzgefasstes exegetisches Handbuch zu den Apokryphen des Alten Testamentes. 6, Das Buch der Weisheit. S. Hirzel, Leipzig 1860 (Digitalisat)

- Lexicon graeco-latinum in libros Novi Testamenti. Arnold, Leipzig 1868. 2. Aufl. 1879 (Digitalisat)
- Die Lutherbibel und ihre Textesrevision. Vortrag im studentischen Gustav-Adolf-Verein zu Jena gehalten. Habel, Berlin 1874 (Digitalisat)